# Live in Tokyo (альбом Public Image Ltd.)
Live in Tokyo — второй концертный альбом британской группы Public Image Ltd, выпущенный в 1983 году в Великобритании. Вышел через Columbia Records в Японии. Все песни были записаны в Токио на концертах, данных 1 и 2 июля 1983 года. Концерт, данный 1 июля был выпущен на видеокассете.

## Об альбоме
После ухода Кита Левина и Пита Джонса, PiL оказался без группы для наступающего японского тура. Музыканты были наняты после прослушиваний Бобом Миллером и Мартином Аткинсом. В состав вошли Луи Бернарди (бас), Джозеф Гуида (гитара) и Томми Цвончек (клавишные инструменты).
Live in Tokyo был один из первых цифровых концертных альбомов, когда-либо зарегистрированных. Концерты были записаны на магнитофон Mitsubishi X-800 32ch. На тот момент существовало только три экземпляра этого аппарата, и это было пиком музыкальной технологии.
В одном из интервью Лайдон заявил:

В то время во всех интервью я говорил, «Не покупайте этот альбом!». Live in Tokyo был сделан, потому что нам пообещали много денег, если мы позволим им делать запись с помощью их Mitsubishi. И я взял деньги, потому что в тот момент они мне были очень нужны.

## Список композиций
| №  | Название   | Длительность |
| -- | ---------- | ------------ |
| 1. | «Annalisa» | 5:17         |
| 2. | «Religion» | 5:49         |

| №  | Название             | Длительность |
| -- | -------------------- | ------------ |
| 1. | «Low Life»           | 2:47         |
| 2. | «Solitaire»          | 3:59         |
| 3. | «Flowers of Romance» | 4:46         |

| №  | Название                  | Длительность |
| -- | ------------------------- | ------------ |
| 1. | «This Is Not a Love Song» | 6:27         |
| 2. | «Death Disco»             | 5:06         |
| 3. | «Bad Life»                | 4:44         |

| №  | Название           | Длительность |
| -- | ------------------ | ------------ |
| 1. | «Banging the Door» | 4:55         |
| 2. | «Under the House»  | 1:56         |

## Участники записи
- Джон Лайдон — вокал
- Джозеф Гайда — гитара
- Луи Бернарди — бас-гитара
- Томми Цвончек — синтезатор
- Мартин Эткинс — ударные